# 아이스 하베스트
아이스 하베스트(The Ice Harvest)는 미국에서 제작된 해롤드 래미스 감독의 2005년 액션, 코미디, 스릴러, 범죄 영화이다. 존 쿠삭 등이 주연으로 출연하였고 앨버트 버거 등이 제작에 참여하였다.

## 출연

### 주연
- 존 쿠삭
- 빌리 밥 손튼
- 코니 닐슨
- 랜디 퀘이드
- 올리버 플랫

### 조연
- 네드 벨러미
- 매튜 캠포바소
- 다이안 프란시스 피셔
- 로리 앤 거디쉬
- 샤나 굿셀
- 메건 모린 맥도나그
- 라라 필립스
- 마이클 스테일리
- 마이크 스타
- 제니 웨이드

## 제작진
- 원작자: 스콧 필립스
- 제작팀장: 짐 피쉬먼
- 제작부: 토머스 J. 부쉬
- 미술: 패트리지아 본 브랜던스타인
- 의상: 수잔 카프만
- 배역: 진 맥칼디

## 같이 보기
- 크리스마스 영화 목록